# دوري كرة القدم الإسكتلندي 1918–19
دوري كرة القدم الإسكتلندي 1918–19 (بالإنجليزية: 1918–19 Scottish Football League)‏ هو موسم من دوري كرة القدم الإسكتلندي. أشرف على تنظيمه اتحاد إسكتلندا لكرة القدم، وفاز فيه نادي سلتيك.